# Bogdanowka (rejon krasninski)
Bogdanowka (ros. Богдановка) – wieś (ros. деревня, trb. dieriewnia) w zachodniej Rosji, w osiedlu wiejskim Malejewskoje rejonu krasninskiego w obwodzie smoleńskim.

## Geografia
Miejscowość położona jest nad rzeką Dragonka, 7 km od granicy z Białorusią, 20 km od drogi regionalnej 66A-3 Krasnyj – granica (Lady), 16 km od centrum administracyjnego osiedla wiejskiego (Malejewo), 20 km od centrum administracyjnego rejonu (Krasnyj), 60,5 km od Smoleńska, 37,5 km od przystanku kolejowego (478 km).
W granicach miejscowości znajduje się ulica Zielonaja.

## Demografia
W 2010 r. miejscowość zamieszkiwały 2 osoby.